# Бактрийское золото
Клад из Тилля-тепе — золотые предметы, найденные в 1978 году в Афганистане, в городище Тилля-тепе, при раскопках кушанских царских захоронений I века до нашей эры.
Подобно Амударьинскому кладу из того же региона, артефакты из Тилля-тепе составляют один из наиболее дорогих и крупных кладов, когда-либо найденных археологами. Всего было найдено около 20 тыс. золотых предметов — золотые украшения, золотое оружие. Раскопки производила советско-афганская археологическая экспедиция под руководством Виктора Сарианиди. В каждом из шести раскопанных захоронений обнаружили около трех тысяч золотых изделий. По словам Сарианиди, всего было не менее девяти захоронений, но не все из них были раскопаны из-за начавшейся войны.
После обнаружения захоронений в 1978 году археологи планировали дальнейшие исследования «Золотого холма», но их работе в 1979 году помешало начало войны в Афганистане. Найденные золотые изделия были помещены в Национальный музей Афганистана (Кабул). В 1989 году в связи с кризисной ситуацией в государстве по распоряжению президента Афганистана Мохаммада Наджибуллы золотые изделия были перемещены в хранилище Центрального банка Афганистана.
После свержения Наджибуллы в 1992 году ключи от хранилища якобы находились у пяти человек, одним из которых был директор Национального музея Омар Хан Массуди. Для открытия хранилища требовались все пять ключей одновременно. Их хранители договорились, что если кто-то из них умрёт, то ключ перейдет к старшему ребёнку этого человека. Захватившие Кабул в 1996 году талибы пытались получить у хранителей сведения о местонахождении сокровища, но, несмотря на угрозы, им этого не удалось. Однако согласно Сарианиди, присутствовавшему при вскрытии сейфов с бактрийским золотом в 2004 году, эта история была выдумана специально для талибов, чтобы не допустить попадания золота к ним.
В 2003 году появились первые официальные сообщения о местонахождении клада из Тилля-тепе. В 2004 году хранилище было вскрыто в присутствии Виктора Сарианиди, который подтвердил подлинность изделий.
С декабря 2006 по апрель 2007 года коллекция выставлялась в Париже под названием «Афганистан, заново открытые сокровища». Далее она демонстрировалась в Италии, Нидерландах, США, Канаде, Великобритании, Швеции, Норвегии, Австралии. Это принесло в бюджет афганского государства почти 3 миллиона долларов. В самом же Афганистане по соображениям безопасности коллекция никогда не демонстрировалась.
В январе 2021 года спикер афганского парламента заявил, что бактрийское золото будет отправлено за границу для демонстрации и хранения. Официально находки из Тилля-тепе передавались на хранение ЮНЕСКО, однако их демонстрацией должно было заниматься несколько американских некоммерческих организаций». По состоянию на 2021 год коллекция находится на территории США.
- Декоративные предметы
- Браслеты
- Декоративные звёзды
- Афродита и Эрот
- Золотой пояс
- Золотая корона
- Мужчины в доспехах, в греческом боевом снаряжении. Гробница №3.
- Серьги
- Кольца
- Контейнер для воды